# Gagalphedi
Gagalphedi (nep. गागलफेदी) – gaun wikas samiti w środkowej części Nepalu w strefie Bagmati w dystrykcie Katmandu. Według nepalskiego spisu powszechnego z 2001 roku liczył on 1021 gospodarstw domowych i 5229 mieszkańców (2654 kobiet i 2575 mężczyzn).